# GSC3619-1282
GSC3619-1282 — хімічно пекулярна зоря спектрального класу A3, що має видиму зоряну величину в смузі V приблизно 10,5.